# Алкот (кратер)
Кратер Алкот је ударни метеорски кратер на површини планете Венере. Налази се на координатама 59,5° јужно и 354,4° источно (планетоцентрични координатни систем +Е 0—360) и има пречник од 66 км.

Кратер је име добио у част америчке списатељице Луизе Меј Алкот (1832—1888), а име кратера је 1991. усвојила Међународна астрономска унија.